# Аријари
Аријари је званична валута на Мадагаскару. Скраћеница тј. симбол за аријари је Ar а међународни ISO 4217 код MGA. Аријари издаје Централна банка Мадагаскара. У 2007. години инфлација је износила 10%. Један аријари састоји се од пет ирајмбилања. Уз мауританску огију једина недецимална валута на свету јер се састоји од 5 ирајмбилањи.
Уведен је 1961. када је заменио малгашки франак.
Постоје новчанице у износима од 100, 200, 500, 1000, 2000, 5000 и 10.000 аријарија и кованице од 1 и 2 ирајмбилања и од 1, 2, 4, 5, 10, 20 и 50 аријарија.